# Eureka (Nevada)

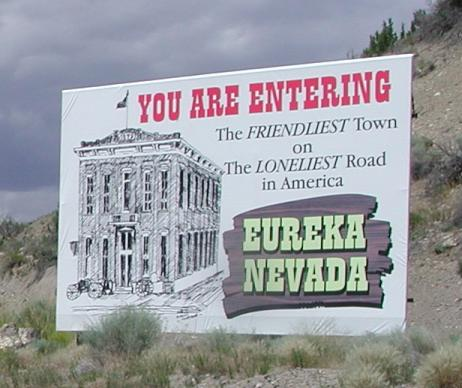
Napis głosi: Przyjeżdżasz do najbardziej przyjacielskiego miasta na najsamotniejszej drodze w Ameryce

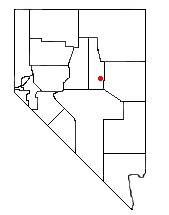
Lokalizacja

Eureka – jednostka osadnicza w Stanach Zjednoczonych, w stanie Nevada, stolica hrabstwa Eureka. W roku 1990 liczba mieszkańców wyniosła 650. Jest jedynym miastem w tym hrabstwie. Pozostali obywatele rozsiani są po wsiach. Do atrakcji należą: gmach opery zbudowanej w 1880 roku i przywrócony w 1993 r. oraz Museum Sentinel Eureka, gdzie w 1879 r. znajdowała się redakcja Gazety Sentinel Eureka.

## Geografia
Leży na południu Diamond Mountain Range, pomiędzy wsiami Kobeh i Newark.
Przez miasto przebiega Autostrada Międzystanowa nr 50, nazywana Najsamotniejszą drogą w Ameryce. Jest to trafne określenie, gdyż najbliższymi miastami, przez które przechodzi ta droga, są Austin 114 km. (71 mil) na zachód i Ely 134 km. (84 mile) na wschód. Najbliższym miastem jest Duckwater 94 km (59 mil) na południe.

## Historia
Pierwsze budynki powstały w 1864 roku. Wówczas, było tutaj hrabstwo Lander. Zbudowali je poszukiwacze złóż mineralnych z Austin, którzy odkryli żyłę srebra w pobliskim Peak Prospect. Nowi mieszkańcy mieli daleko do władz i ośrodków handlowych, zatem w 1873 roku miasto stało się stolicą nowego hrabstwa o tej samej nazwie. Przez wiele lat górnictwo było podstawą gospodarki, a pobliskie złoża były najbogatszym źródłem srebra po Comstock Lode w Nevadzie. Najwyższą liczbę ludności osiągnięto w 1878 roku, gdy wyniosła 9000. Zaczęła gwałtownie spadać, gdy kopalnie stały się nieopłacalne. Obecnie, źródłem dochodów jest obsługa samochodów przejeżdżających Autostradą Międzystanową oraz turystów, chcących zobaczyć prawdziwy Dziki Zachód.